# Betty Platter
Betty Platter geb. Steinhart (5. Mai 1892 in Salzburg – 14. September 1979 ebendort) war eine österreichische Fotografin.

## Leben und Werk
Betty Steinhart arbeitete zunächst in einer Apotheke, ab 1909 jedoch im Fotoatelier Bertel & Pietzner (ursprünglich Würthle & Sohn) in der Schwarzstraße. Das Atelier war nahe dem Schloss Mirabell gelegen und wurde 1909 von Eduard Bertel an Carl Ellinger verkauft. Als der Inhaber zum Militär einrücken musste, übernahm Betty Platter die Geschäftsführung. Später kaufte sie das Fotoatelier und führte es bis 1956 alleine, dann gemeinsam mit ihrer Tochter Ruth Oberhofer, die 1922 geboren wurde und ab 1944 im Atelier mitarbeitete. Auch der Bruder von Betty Platter, der Maler und Grafiker Anton Steinhart, war für das Unternehmen tätig. In all diesen Jahren blieb der Name des Ateliers Photo Ellinger. Es wurden viele Fotografien unterschiedlicher Autoren alle mit dem Siegel des Ateliers gestempelt, die wahre Autorenschaft kann in den meisten Fällen nicht mehr rekonstruiert werden.
2021 gestaltete Beate Thalberg eine ORF-Miniserie über die Fotografin.